# Indonesia ai Giochi della XXI Olimpiade
L'Indonesia partecipò ai Giochi della XXI Olimpiade che si sono svolti a Montréal dal 17 luglio al 1º agosto 1976, con una delegazione di sette atleti iscritti in cinque diverse discipline per un totale di undici competizioni.
Fu la sesta partecipazione di questo paese ai Giochi. Non fu conquistata nessuna medaglia.